# 小行星1819
小行星1819（1819 Laputa）是一颗围绕太阳公转的小行星。1948年8月9日，歐內斯特·倫納德·詹森在约翰内斯堡发现了此天体。
該小行星以小說《格列佛遊記》中的飛行島拉普塔命名。
这颗小行星的绝对星等为166.471948285008等。